# Горацио Таунсенд, 1-й виконт Таунсенд
Горацио Таунсенд, 1-й барон Таунсенд и 1-й виконт Таунсенд  (англ. Horatio Townshend, 1st Baron Townsend and 1st Viscount Townshend; 14 декабря 1630 — 10 декабря 1687) — английский дворянин и политик. Он был известен как сэр Горацио Таунсенд, 3-й баронет  из в Рейнхэма с 1648 по 1661 год. Он заседал в Палате общин Англии в 1656—1660 годах, а в 1661 году стал пэром Англии.

## Ранняя жизнь
Родился 14 декабря 1630 года. Младший сын сэра Роджера Таунсенда, 1-го баронета Таунсенда из Рейнхэма (ок. 1596—1637), и его жены Мэри Вер (1608—1669), дочери Горация Вера, 1-го барона Вера из Тилбери. Он был студентом колледжа Святого Иоанна в Кембридже в 1644 году и путешествовал за границей по Италии и Швейцарии с 1646 по 1648 год.
В 1648 году после смерти своего старшего брата, сэра Роджера Таунсенда, 2-го баронета (1628—1648), Горацио Таунсенд унаследовал титул 3-го баронета Таунсенда из Рейнхэма.

## Политическая карьера
Горацио Таунсенд был избран членом парламента от Норфолка в 1656 году во Второй парламента протектората, а в 1659 году в Третий парламент протектората.
Горацио Таунсенд был вновь избран депутатом парламента от Норфолка в 1660 году в парламент Конвенции. Он был сторонником короля Англии Карла II Стюарта и сыграл важную роль в восстановлении монархии в 1660 году. 20 апреля 1661 года он был возведен в пэры в качестве 1-го барона Таунсенда из Линн-Реджиса в графстве Норфолк и был лордом-лейтенантом Норфолка в 1660—1676 годах. 11 декабря 1682 года он был удостоен еще большей чести, когда стал 1-м виконтом Таунсендом из Рейнхэма в графстве Норфолк.

## Брак и семья
Горацио Таунсенд был дважды женат. Его первой женой до 1659 года стала Мэри Льюкенор (? — 1673), дочь сэра Эдварда Льюкенора и Элизабет Рассел. Первый брак оказался бездетным. В ноябре 1673 года он женился вторым браком на Мэри Эш (? — декабрь 1685), дочери сэра Джозефа Эша, члена Палаты общин, и Мэри Уилсон. У супругов было трое детей:
- Чарльз Таунсенд, 2-й виконт Таунсенд  из Рейнхэма (18 апреля 1675 — 21 июня 1738), старший сын и преемник отца
- Достопочтенный Роджер Таунсенд (? — 22 мая 1709), дважды член Палаты общин
- Достопочтенный Горацио Таунсенд (1683 — октябрь 1751), член Палаты общин, директор Банка Англии с 1722 по 1732 год.

Лорд Таунсенд умер в декабре 1687 года в возрасте 56 лет, и ему наследовал его старший сын Чарльз, который стал видным государственным деятелем. Другие потомки Горацио Таунсенда включают Джорджа Таунсенда, 1-го маркиза Таунсенда, Чарльза Таунсенда и Томаса Таунсенда, 1-го виконта Сиднея.